# Carina Vitulano
Carina Susana Vitulano (Buenos Aires, 22 luglio 1975) è un'ex arbitro di calcio italiana.
Dal 3 luglio 2021 è vice commissario designatore della CAN C, Campionato Primavera e Serie A femminile, guidata da Maurizio Ciampi. Non ha competenze sugli osservatori arbitrali mentre designa anche gli assistenti arbitrali. Fanno parte della CAN C l'ex arbitro di serie A Pasquale Rodomonti e gli ex assistenti arbitrali di serie A Gianluca Cariolato, Fabio Comito e Mauro Tonolini, anch'essi nominati il 3 luglio 2021.

## Biografia
Nasce a Buenos Aires il 22 luglio 1975, primogenita del calciatore italoargentino Michele "Miguel" Vitulano, nato a Manfredonia ma cresciuto in Argentina e che prima della nascita della figlia aveva giocato in Serie B nel Perugia (nella stagione 1973-1974). Nasce nel Paese latinoamericano e vi resta fino al ritorno del padre in Italia. Vitulano Sr. gioca prima nella Salernitana (1975) e poi nel Livorno tra il 1976 e il 1979; dopo il ritiro avvenuto nel 1983, si stabilisce a Livorno lavorando come dirigente del settore giovanile sino a pochi mesi prima della morte, avvenuta per attacco cardiaco nel 2009 a 58 anni.
La passione per il calcio vissuta in famiglia spinge Carina a frequentare un corso per arbitri; nel frattempo consegue la laurea in ingegneria e lavora per Piaggio, prima come responsabile della linea montaggio Vespa e poi nella coordinazione nuovi prodotti.

### Carriera politica
Si candida a sindaco di Livorno alle elezioni amministrative del 2019 per la lista Livorno in Comune, ottenendo l'1,38%.

## Carriera

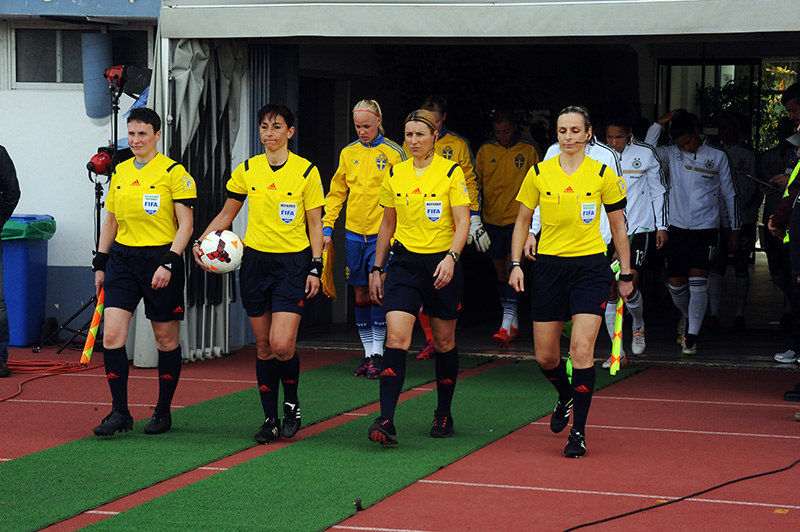
Carina Vitulano (seconda da sinistra) accompagna le colleghe all'ingresso in campo prima della partita Svezia-Germania valida per l'Algarve Cup 2015

Arbitro effettivo dal 1993 e a disposizione dell'Organo Tecnico CAN-D dall'agosto del 2002, è la prima donna a esordire insieme ad altre tre colleghe nel campionato Primavera (maschile), esordisce il 15 dicembre del 2002 nella gara Genoa-Sassari al cospetto dell'allora presidente di commissione Claudio Pieri. Nella stessa stagione è di nuovo nel gruppo delle quattro donne a esordire per la prima volta in Italia nel Campionato Nazionale Dilettanti, la gara è Castelsanpietro-Mezzolara il 4 maggio del 2002. Il 5 settembre del 2003 è designata per la finale di Supercoppa Femminile Foroni- Lazio finita per 6-1 giocata a Montecatini Terme.
È arbitro internazionale, inserita nella FIFA International Referees List fin dal 2005. Il suo esordio internazionale avviene il 27 settembre 2005, quando viene chiamata a dirigere l'incontro valido per le qualificazioni agli Europei di categoria di Svizzera 2006 tra le nazionali Under-19 di Scozia e Inghilterra. L'esordio con le nazionali maggiori avviene nella gara di qualificazione ai Mondiali di calcio di Cina 2007 tra Galles e Israele con le colleghe Cristina Cini e Katia Senesi. Nell'estate 2009 è tra gli arbitri selezionati per dirigere nel luglio l'Europeo femminile U-19 di Bielorussia. Esordisce in UEFA Women's Champions League nell'agosto 2010, nel girone preliminare della stagione 2010-2011 giocato all'Athlítiko Kentro Zenon Lárnaka di Larnaca, Cipro, tra Umeå IK e Asa Tel Aviv.
Il 15 dicembre del 2011 a Scandicci le viene assegnato il riconoscimento "Notte del Pallone rosa - Premio Maria Nisticò" 1ª Edizione.
Nel dicembre 2011 approda alla categoria Élite degli arbitri a disposizione della UEFA. È selezionata per rappresentare la FIGC tra gli arbitri durante l'edizione del Campionato mondiale femminile Under 17 di calcio in Azebaijan nel 2012 dove davanti a 27 128 spettatori, dirige la finale il 13 ottobre allo stadio Tofiq Bəhramov di Baku tra Francia e Corea del Nord, 7-6 ai tiri di rigore dopo che ai tempi regolamentari si era conclusa sull'1-1; con lei le colleghe italiane Romina Santuari e Giuliana Guarino con 4º ufficiale Etsuko Fukano della federazione giapponese.
Partecipa agli Europei di Svezia 2013, dove dirige due gare, una nella fase a gironi, Spagna Francia 0-1 il 15 luglio 2013 al Nya Parken, Norrköping, e il quarto di finale Francia Danimarca 1-1 (2-4 rigori) il 22 luglio 2013 al Linköping Arena di Linköping. La classifica IFFHS dei migliori arbitri mondiali vede la Vitulano alla fine del 2013 in quarta posizione.
Viene selezionata anche tra gli arbitri del Mondiale U17 in Costa Rica nel marzo del 2014 e nello stesso anno anche per il Mondiale U20 in Canada, qui rimase vittima di un grave infortunio al ginocchio nei primi minuti della partita giocata a Toronto l'8 agosto tra il Ghana e la Corea del Sud che la tenne lontana dal terreno di gioco per mesi. Tuttavia riuscì a recuperare completamente per presentarsi al Mondiale di Canada 2015. Qui le vengono assegnate due direzioni: la prima allo Stadio Olimpico di Montréal il 13 giugno tra la nazionale sudcoreana e la Costa Rica (2-2) e poi il quarto di finale del 26 giugno a Ottawa tra gli Stati Uniti e la Repubblica Popolare di Cina (1-0). Il 27 aprile 2014 dirige la semifinale di ritorno della UEFA Women's Champions League 2013-2014 tra Tyresö e Birmingham City finita per 3-0 con doppietta della statunitense Christen Press e rete di Marta (Fifa world player dal 2006 al 2010)
Alla fine del 2014 e del 2015 (nonostante l'infortunio) Carina Vitulano è la numero 5 della classifica IFFHS.
Esordio stagionale in UEFA Women's Champions League il 15 ottobre 2015 in terra di Russia: dirige la gara di ritorno dei Sedicesimi di Finale della stagione 2015-2016 tra lo Zorkij Krasnogorsk di Krasnogorsk (città situata nell'area metropolitana di Mosca) - vittorioso all'andata per 2 a 0 - e le spagnole dell'Atletico Madrid. Per le qualificazioni al Europeo femminile che si svolgerà nei Paesi Bassi nell'estate 2017, è stata scelta per dirigere il 23 ottobre 2015 a Motherwell la gara tra la Scozia e la Bielorussia (7-0). Dirigerà anche il 2 giugno 2016 Danimarca Slovenia 4-0 a Viborg e Russia Croazia 5-0 il 20 settembre 2016 Arena Khimki - Khimki. Nuovo impegno in Women's Champions League l'11 novembre 2015: per l'andata degli ottavi di finale dirige nella città svedese di Örebro la gara tra la squadra locale del KIF Örebro e le francesi del Paris Saint-Germain.
A cavallo tra febbraio e marzo 2016 viene scelta per dirigere due incontri a Osaka del girone finale a sei squadre (Australia, Cina, Corea del Nord, Corea del Sud, Giappone e Vietnam) che qualificherà due Paesi del continente asiatico al torneo femminile delle Olimpiadi di Rio de Janeiro dal 3 al 20 agosto 2016. Le partite sono: 29 febbraio 2016, Australia-Giappone (3-1) e 7 marzo 2016, Cina-Corea del Sud (1-0). Il 30 marzo dirige il ritorno dei quarti di finale della stagione 2015-2016 di Women's Champions League tra le tedesche del 1. FFC Francoforte e le svedesi dell'FC Rosengård (0-1): avendo le tedesche vinto con il medesimo punteggio in Svezia, la partita si è protratta ai supplementari e infine ai calci di rigore con la vittoria del 1. FFC Francoforte. A fine stagione 2016 scivola in 11 posizione a causa dell'esclusione dai giochi olimpici.
Nella stagione 2016-2017 dirige per i sedicesimi di UWCL la gara Wolsburg Chelsea 1-1 il 12 ottobre 2016 e il 16 novembre Brondby Manchester City 1-1. Viene designata anche per il quarto di finale gara di ritorno PSG-Bayern Monaco (4-0) del 29 marzo 2017 allo Stadio dei Principi di Parigi (14 000 spettatori). Nell'estate 2017 fa parte del gruppo arbitrale designato per il Campionato Europeo 2017 in programma in varie città olandesi. Il suo primo impegno è stato a Tilburg il 18 luglio per la direzione di Francia-Islanda 1-0 (gruppo C), coadiuvata dagli assistenti arbitrali Lucia Abruzzese (Italia) e Svetlana Bilić (Serbia). Secondo impegno a Breda il 23 luglio per Inghilterra-Spagna 2-0 (gruppo D): assistenti arbitrali la connazionale Abruzzese e la greca Kourompylia. Nella classifica IFFHS del 2017 la Vitulano conferma di essere tra le prime 10 al mondo.
Si rende protagonista di un episodio curioso nel febbraio del 2018, quanto espelle, in Gela-Palmese, un calciatore dopo soli 3" dal fischio di inizio. Il 30 giugno 2018 viene comunicata la sua dismissione dall'organico CAN D, su domanda personale.